# El Aleph
El Aleph és una obra que reuneix contes i relats de l'escriptor argentí Jorge Luis Borges, publicada l'any 1949.
El Aleph és considerada l'obra més emblemàtica i prominent de Jorge Luis Borges. En aquest llibre, l'autor argentí s'acosta a tots els seus temes predilectes amb plantejaments imprevistos i enlluernants. Tots els Borges es troben en aquest clàssic de la literatura.
Aquells que busquin l'escriptor brillant dels apassionants jocs mentals s'entusiasmaran amb El Zahir, Los dos reyes y los dos laberintos, i amb Los teólogos, els qui prefereixen l'autor que s'infiltra en altres cultures es delectaran amb Abenjacán el Bojarí, muerto en su laberinto i La busca de Averroes.
No hi falten la història i la tradició: Biografía de Tadeo Isidoro Cruz i La otra muerte.
Dels disset relats que componen aquest volum, també en trobem dos que narren fets verídics com Emma Zunz, dut al cinema diverses vegades, i Historia del guerrero y de la cautiva. Com a colofó, El Aleph (conte), indiscutida obra mestre del gènere.
Consta dels següents contes:
- "El inmortal"
- "El muerto"
- "Los teólogos"
- "Historia del guerrero y la cautiva"
- "Biografía de Tadeo Isidoro Cruz (1829-1874)"
- "Emma Zunz"
- "La casa de Asterión"
- "La otra muerte"
- "Deutsches requiem"
- "La busca de Averroes"
- "El Zahir"
- "La escritura del Dios"
- "Abenjacán el Bojarí, muerto en su laberinto"
- "Los dos reyes y los dos laberintos"
- "La espera"
- "El hombre en el umbral"
- "El Aleph (conte)"